# ولدت من جديد (فلم)
ولدت من جديد فيلم دراما مصري للمخرج سيد طنطاوي لعام 1965 كتب القصة والسيناريو والحوار المغني وبطل الفيلم محرم فؤاد في تجربته الوحيدة في التأليف للسينما، ويشاركه البطولة الممثلة السورية ملك سكر (1930 – 1992)، واللبنانية نزهة يونس (1937 – 1988). تدور أحداث الفيلم حول مطرب مشهور يفقد القدرة على الغناء، بسبب مكيدة من حبيبته نادية التي غدر بها.
صدر الفيلم إلى دور العرض المصرية في أول يناير 1965.
منح موقع قاعدة بيانات الأفلام العربية «السينما.كوم» الفيلم درجة 4.6/ 10.

## طاقم التمثيل
محرم فؤاد - ملك سكر - نزهة يونس - عبد السلام النابلسي - لطفي زيني - محمد شامل - ميادة - علي دياب - شاكر عيساوي - ناديا حمدي - قطقوطة - سهيل نعماني - شفيق حسن - سوسن مفرج - دياب الحاج - حسن المليجي.

## أغاني الفيلم
كلمات: عبد الرحمن الأبنودي - مرسي جميل عزيز - علي مهدي - صلاح فايز.
الألحان: محرم فؤاد - محمد محسن
أغاني محرم فؤاد: هوا الجناين - أنا وانت وبس - يا أيام – نصيحة.
لما بدا يتثنى: غناء عبد السلام النابلسي 

## ملخص أحداث الفيلم
يصاب المطرب المشهور نبيل مجدي بأزمة ويفقد القدرة على الغناء، هذه التجربة تجعل حبيبته نادية سعيدة بعد أن غدر بها المطرب، حيث قدمت له شراب وهو سلاح فتاك ضد الأصوات الرنانة، فقضى على صوته. يعجز الأطباء عن علاجه، ويشعر نبيل باليأس الشديد، وترى نادية ما ألم بحبيبها، ولكن عندما تجد شخص مجنون يطارد حبيبها ويحاول الاقتناص منه، تشعر أنها قد انتقمت من حبيبها بما فيه الكفاية وتصنع له مشروبا مختلف، يتم علاجه به، ويعود الصوت إلى المطرب الذي يشعر أنه قد ولد من جديد، وتنتهي الأحداث بزواجه من حبيبته.

## روابط خارجية
- مقالات تستعمل روابط فنية بلا صلة مع ويكي بيانات